# Socks the Cat Rocks the Hill
Socks the Cat Rocks the Hill (Socks el gato mece la Colina) es un  videojuego sin realizar para la Super Nintendo Entertainment System y Sega Genesis.
La estrella del juego es Socks, el gato mascota de la familia del presidente Bill Clinton en la calle 42 de EE. UU. Es una aventura de plataformas  en la que tiene lugar los espías del pasado, políticos corruptos y los medios de comunicación para advertir a la Casa Blanca de un misil nuclear robado. El juego fue programado para su lanzamiento en el  otoño de 1993, el juego fue terminado y listo para ser enviado a los minoristas, pero fue cancelado repentinamente tras el cierre del editor sucursal Kaneko en EE. UU.
En el  juego los jefes son la versión caricaturizada  de los líderes republicanos  como Richard Nixon y George H. W. Bush. Las políticas de censura de Nintendo  durante la década de 1980 y principios de 1990  condenaba a videojuegos que tenían "mensajes subliminales políticos" o "abiertas declaraciones políticas".

## Recepción
El juego fue revisado en junio de 1994 en el volumen 61 de la Nintendo Power, que mencionaba a los personajes  jefes son las caricaturas de antiguas figuras políticas (incluyendo a presidentes de Estados Unidos). Esto también fue revisado en julio de 1994 en  GamePro, cuando se contaban las puntuaciones de 3,0 para los gráficos, 2,5 para el sonido, el 3,5 para los controles, y 3,5 para el factor de diversión (de un total de cinco puntos posibles). Sus críticas fueron que el juego era demasiado fácil y los gráficos eran muy planos. Lo único  aceptable era la sátira política.